# Stabilisator (Chemie)
Stabilisatoren sind chemische Verbindungen, die einem metastabilen System zugesetzt werden, um den Übergang in einen energieärmeren Zustand zu verhindern. Diese Umwandlungen werden wesentlich durch erhöhte Temperatur, Sauerstoff oder UV-Strahlen ausgelöst. Von ökonomischer Bedeutung sind besonders Stabilisatoren für Kunststoffe.

## Anwendungen

### Chemie
Kunststoffe müssen mit Thermostabilisatoren gegen Hitze und mit UV-Stabilisatoren gegen die schädlichen Wirkungen von Licht geschützt werden. Auch Emulsionen werden durch entsprechende Stoffe stabilisiert. Hitze-Stabilisatoren werden vor allem für Objekte aus Polyvinylchlorid benötigt, das heißt für Bau-Produkte wie zum Beispiel Fensterprofile, Rohre und Kabel. Besonders für Produkte aus Polypropylen oder Polyethylen werden Licht-Stabilisatoren gebraucht, zum Beispiel Hindered Amine Light Stabilizers (HALS). Stabilisatoren für Kunststoffe können aus Umweltgründen umstritten sein, da sie Schwermetall-Verbindungen enthalten. In Europa wurden Cadmium-Stabilisatoren ab 2001 nicht mehr verkauft, Stabilisatoren mit giftigem Blei wurden und werden zunehmend durch andere Typen ersetzt, zum Beispiel Calcium-Zink-Stabilisatoren.
In der Chemie wird die Lagerfähigkeit von Synthesechemikalien, die unter Einfluss von Licht und Luftsauerstoff zu Polymerisationen neigen, durch so genannte Radikalfänger deutlich verbessert oder erst ermöglicht. Solche Radikalfänger reagieren mit den Radikalen schneller als die zu schützende Substanz und unterbrechen die Radikalkettenreaktion, die zur Polymerisation führt. Die als Radikalfänger verwendeten Substanzen sind in der Regel Phenole, zum Beispiel Hydrochinonmonomethylether MEHQ, 4-tert-Butylbrenzcatechin oder 3,5-Di-tert-butylbrenzcatechin.
Bei der Gefahrstoffkennzeichnung spielt der Unterschied „stabilisiert“ oder „nicht stabilisiert“ bei einigen an sich harmlosen Stoffen eine Rolle, welche als Pulver oder Staub als Gefahrstoffe eingestuft sind: Al, Cd, Mg, Zn, Zr. Hier wird auch der Begriff „phlegmatisiert“ verwendet.

### Körperpflege
In Körperpflegemitteln wie Shampoos werden Schaumstabilisatoren wie Cocamid DEA (ein Fettsäurediethanolamid) verwendet. In Mitteln wie Sonnenschutzcreme werden Emulsionsstabilisatoren (Emulgatoren) zugesetzt, um die Entmischung der Öl- und Wasserphase zu verhindern oder zumindest zu verzögern.